# Morris William Travers

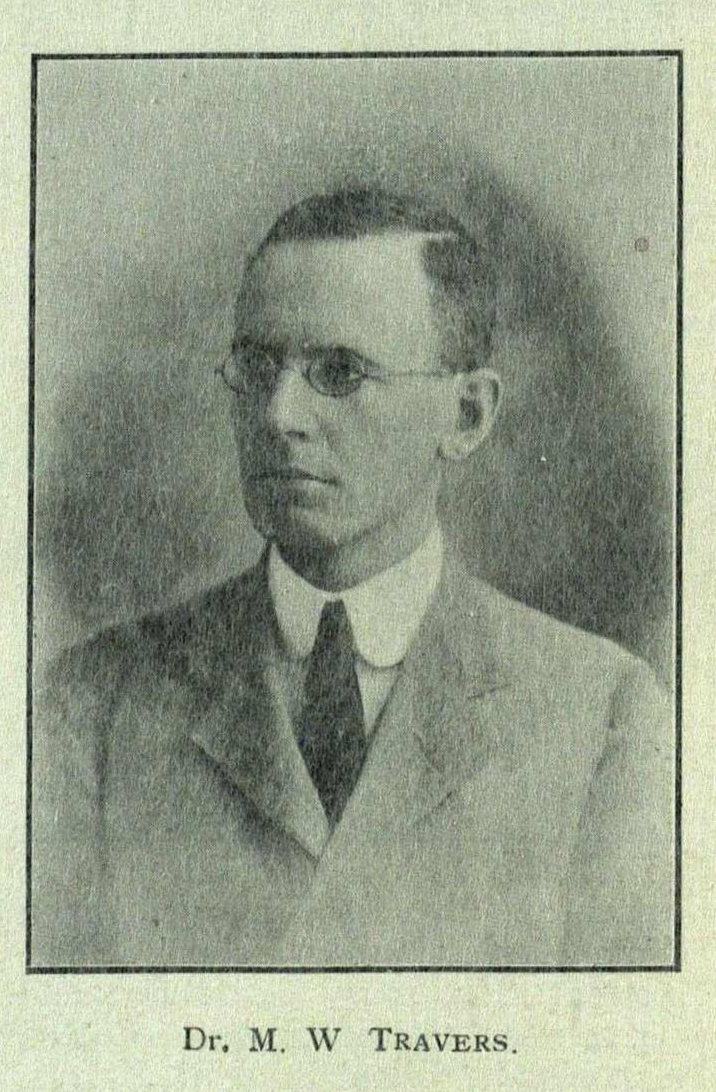
Morris Travers

Morris William Travers (* 24. Januar 1872 in London; † 25. August 1961 in Stroud) war ein englischer Chemiker.
Er studierte Chemie am University College und wurde dort 1903 Professor. Ab 1906 war er in Bangalore der erste Direktor des neu gegründeten Indischen Instituts der Wissenschaften. Mit Beginn des Ersten Weltkriegs kehrte er nach England zurück und war in der chemischen Industrie beschäftigt.
Gemeinsam mit William Ramsay entdeckte er in den Jahren von 1894 bis 1908 die Edelgase Neon, Krypton und Xenon. Die Entdeckung gelang durch fraktionierte Destillation von flüssiger Luft.